# Stugun
Stugun è un'area urbana della Svezia situata nel comune di Ragunda, contea di Jämtland.
La popolazione rilevata nel censimento 2010 era di 659 abitanti .